# Gonzalo Collao
Gonzalo Antonio Collao Villegas (Coquimbo, Chile, 9 de septiembre de 1997) es un futbolista chileno. Juega de arquero y actualmente está en Audax Italiano de la Primera División de Chile. Además fue internacional con la selección de fútbol de Chile en 2018.

## Trayectoria
Se inició en las divisiones inferiores de Coquimbo Unido. En 2012 y solo con 14 años fue fichado por la Universidad de Chile, viéndolo como el posible sucesor de Johnny Herrera. Con los azules se coronó campeón juvenil sub-19 en 2016 tras vencer a la Universidad Católica y Collao fue una de las figuras de ese plantel siendo titular indiscutido y valiéndole ser promovido al primer equipo.

### Universidad de Chile (2017)
Debutó en el fútbol profesional el 22 de julio de 2017 por la primera ronda de la Copa Chile 2017 donde la U enfrentaba a Ñublense en el Estadio Nacional Julio Martínez ante 31.000 espectadores ingresando al minuto 40' reemplazando a su compañero de puesto Fernando de Paul (salió lesionado) convirtiéndose de esta manera en el 5° arquero más joven en debutar en el Bulla detrás de Mario Ibáñez, José Zacarias, Juan Luis Mora y el más joven Juan Menadier con 17 años y 333 días, Collao lo hizo con 19 años y 316 días. Volviendo al partido los "azules" terminaron ganando por 2-0 (4-0 global) frente a su gente y terminarían clasificando a la siguiente ronda, Collao en su debut no tendría mucho trabajo salvo un remate de Matías Arrua que terminó con una buena atajada del golero azul y por sobre todo dejando su arco en cero.
Tras este partido no volvería a jugar con los azules quedando relegado al puesto de tercer arquero detrás de Johnny Herrera y Fernando de Paul.

### Cobreloa (2018)
Tras no tener opciones de jugar en el romántico viajero se fue cedido a Cobreloa de la Primera B de Chile por toda la Temporada 2018, peleando un puesto de titular con Raúl Olivares.
Debutó con los loinos el 4 de febrero de 2018 por la primera fecha de la Primera B ante Cobresal, Cobreloa vencería por la cuenta mínima con gol de Lucas Simón y Collao logró mantener su arco en cero, en la segunda fecha ante Deportes Copiapó empataron a cero y Collao nuevamente mantuvo su arco en cero, su imbatibilidad se mantendría hasta la tercera fecha en el triunfo por 3-1 sobre Rangers, durando 258 minutos sin recibir goles, José Pérez rompería su racha al minuto 78, recibiendo además su primer gol como arquero profesional. Sería titular las cinco primeras fechas, desde la sexta en adelante quedaría relegado al banco de suplente tras perder el puesto ante el experimentado arquero Raúl Olivares.
Tras finalizar la primera rueda de la Primera B 2018 se rumoreaba su retorno a la "U" a raíz de la lesión de su arquero titular Johnny Herrera pese a tener 6 meses de préstamo con Cobreloa, pero finalmente se quedó en el cuadro de la B para seguir peleando la titularidad con Olivares.

### Extremadura UD (2020-2021)
En agosto de 2019 el Extremadura UD de la Segunda División de España anunció su fichaje incorporándose en diciembre del mismo año. A final de temporada desciende de categoría.

### NK Istra (2021-2022)
En julio de 2021 se anunció su llegada al NK Istra de la máxima categoría de Croacia.

### Palestino (2023)
El 30 de noviembre de 2022, es anunciado como nuevo jugador de Palestino de la Primera División de Chile, con un contrato por 2 temporadas. Después de solo jugar 8 partidos y perder el puesto frente a César Rigamonti, el 25 de julio de 2023, rescinde su contrato.

## Selección nacional

### Selección Sub-20

#### Sudamericano Sub-20 de 2017
Fue citado por el DT Héctor Robles para disputar el Sudamericano sub-20 de 2017. En el primer partido el arquero de la Rojita tuvo tres destacadas intervenciones; la primera al minuto 52' al enviar al tiro de esquina un latigazo de Lucas Plaqueta; la segunda fue la más destacada, al 63' tras un fuerte remate de David Neres se lanzó tapando a medias, y en el rebote le achicó a Felipe Vizeu desde el piso con un manotazo. Debido a la expulsión de Jeisson Vargas al minuto 34' el equipo debió realizar un mayor desgaste físico. Además de tener intervenciones claves en el resultado del marcador,  fue la «Figura del partido». para sellar un agónico empate 0-0 contra la Selección de Brasil. Luego en el segundo partido empatarían a uno contra el anfitrión Ecuador y en el tercer partido caerían por 2-1 Paraguay sumando solo 2 puntos en 3 fechas. Finalmente Chile sería eliminado en primera ronda luego de perder ante Colombia por la cuenta mínima, cotejo en el cual el jugador sería titular. Con este resultado la selección chilena quedó última en su grupo y penúltima en toda la competición solo superada por Perú, siendo esta además la peor participación chilena desde el Sudamericano de 1985 realizado en Paraguay.
| Competencia                 | Sede    | Resultado    | PJ | GC |
| --------------------------- | ------- | ------------ | -- | -- |
| Sudamericano Sub-20 de 2017 | Ecuador | Primera fase | 4  | 4  |

### Selección sub-21
El día 29 de julio de 2017, fue incluido en la nómina de 20 jugadores de proyección, categoría sub-21, que militaban en el medio local, dada a conocer por la ANFP de cara a un encuentro amistoso a disputarse el 1 de septiembre del mismo año contra la selección francesa sub-21 en el Estadio Parque de los Príncipes de París. El equipo fue dirigido por el entrenador de la selección chilena sub-20, Héctor Robles, en coordinación con el personal de la selección absoluta, en un trabajo de preparación que contaba con la observación del cuerpo técnico que encabezaba Juan Antonio Pizzi y que tenía por objeto visualizar deportistas que pueden ser considerados para incorporarse paulatinamente a la selección adulta.
Finalmente, fue suplente durante los 90', en la igualdad 1 a 1 entre chilenos y franceses.

### Selección adulta
En marzo de 2018 integraría el primer microciclo de Reinaldo Rueda al mando de la Selección chilena y el 14 de marzo recibió su primera nómina a la selección para los duelos ante Dinamarca y Suecia, siendo una de las sorpresas de la nómina.
En mayo volvería a ser convocado por segunda vez consecutiva a la selección para los duelos ante Rumania, Serbia y Polonia. Debutó por la selección adulta el 31 de mayo de 2018 ante Rumanía en el Sportzentrum Graz-Weinzödl de Graz, Austria, teniendo un discreto debut cometiendo errores en los dos primeros goles rumanos, especialmente en el segundo tras una mala salida con los pies en la caída por 3-2 ante los europeos, y tras este duelo sería sustituido por Gabriel Arias en los dos siguientes.

### Partidos internacionales
Actualizado al 31 de mayo de 2018.
| \| N.º \| Fecha \| Estadio \| Local \| Resultado \| Visitante \| Goles \| Competición \| \| ----- \| ------------------ \| ----------------------------------------- \| ---------- \| --------- \| --------- \| ----- \| ----------- \| \| 1 \| 31 de mayo de 2018 \| Sportzentrum Graz-Weinzödl, Graz, Austria \| Rumania \| 3-2 \| Chile \| \| Amistoso \| \| Total \| Total \| Total \| Presencias \| 1 \| Goles \| 0 \| \| |                    |                                           |            |           |           |       |             |
| N.º | Fecha              | Estadio                                   | Local      | Resultado | Visitante | Goles | Competición |
| 1 | 31 de mayo de 2018 | Sportzentrum Graz-Weinzödl, Graz, Austria | Rumania    | 3-2       | Chile     |       | Amistoso    |
| Total | Total              | Total                                     | Presencias | 1         | Goles     | 0     |             |

| Selección chilena | Selección chilena | Selección chilena |
| Año               | Partidos          | Goles             |
| ----------------- | ----------------- | ----------------- |
| 2018              | 1                 | 0                 |
| Total             | 1                 | 0                 |

## Estadísticas

### Clubes
| Club                         | Div.             | Temporada        | Liga  | Liga  | Copas nacionales | Copas nacionales | Torneos internacionales | Torneos internacionales | Total | Total |
| Club                         | Div.             | Temporada        | Part. | Goles | Part.            | Goles            | Part.                   | Goles                   | Part. | Goles |
| ---------------------------- | ---------------- | ---------------- | ----- | ----- | ---------------- | ---------------- | ----------------------- | ----------------------- | ----- | ----- |
| Universidad de Chile · Chile | 1.ª              | 2017             | —     | —     | 2                | 0                | —                       | —                       | 2     | -0    |
| Universidad de Chile · Chile | 1.ª              | 2019             | —     | —     | —                | —                | —                       | —                       | 0     | 0     |
| Universidad de Chile · Chile | Total club       | Total club       | 0     | 0     | 2                | 0                | 0                       | 0                       | 2     | 0     |
| Cobreloa · Chile             | 2.ª              | 2018             | 8     | -12   | 1                | 0                | —                       | —                       | 8     | -12   |
| Cobreloa · Chile             | Total club       | Total club       | 8     | -12   | 1                | 0                | 0                       | 0                       | 9     | -12   |
| Extremadura UD · España      | 2.ª              | 2019-20          | 4     | -9    | —                | —                | —                       | —                       | 3     | -7    |
| Extremadura UD · España      | 3.ª              | 2020-21          | —     | —     | —                | —                | —                       | —                       | 0     | 0     |
| Extremadura UD · España      | Total club       | Total club       | 4     | -9    | 0                | 0                | 0                       | 0                       | 4     | -9    |
| NK Istra 1961 · Croacia      | 1.ª              | 2021-22          | 5     | -8    | 2                | -2               | —                       | —                       | 7     | -10   |
| NK Istra 1961 · Croacia      | Total club       | Total club       | 5     | -8    | 2                | -2               | 0                       | -0                      | 7     | -10   |
| Palestino · Chile            | 1.ª              | 2023             | 4     | -8    | 1                | -1               | 1                       | 0                       | 6     | -9    |
| Palestino · Chile            | Total club       | Total club       | 4     | -8    | 1                | -1               | 1                       | 0                       | 6     | -9    |
| Audax Italiano · Chile       | 1.ª              | 2024             | 3     | -6    | 1                | -2               | —                       | —                       | 4     | -8    |
| Audax Italiano · Chile       | Total club       | Total club       | 3     | -6    | 1                | -2               | 0                       | 0                       | 4     | -8    |
| Total en carrera             | Total en carrera | Total en carrera | 24    | -43   | 7                | -5               | 1                       | -0                      | 32    | -48   |
| 1. 2.                        |                  |                  |       |       |                  |                  |                         |                         |       |       |

### Resumen estadístico
| Competición       | Partidos | Goles |
| ----------------- | -------- | ----- |
| Copa Chile        | 2        | -0    |
| Primera B         | 8        | -12   |
| Selección chilena | 1        | -3    |
| Total             | 11       | -15   |